# الساندرو دی مارتیله
الساندرو دی مارتیله (انگلیسی: Alessandro Di Martile؛ زادهٔ ۲ مهٔ ۱۹۷۹) بازیکن فوتبال اهل ایتالیا است.